# ۴۱۰ (میلادی)
۴۱۰ (میلادی) چهارصد و دهمین سال تقویم میلادی است.

## رویدادها
- ۲۴ اوت - ویزیگوت‌های تحت فرمان آلاریک شهر رم را پس از سومین محاصرهٔ خود غارت می‌کنند. بردگان دروازه‌ها را بر روی آنان می‌گشایند و گوت‌ها تا سه روز به چپاول شهر می‌پردازند. این نخستین بار پس از سال ۳۹۰ پیش از میلاد است که رم به دست دشمن می‌افتد و این رویداد، سرآغازی است بر زوال امپراتوری روم.
- آلاریک در صدد یورش به آفریقاست اما بروز طوفان، ناوگان او را نابود و بسیاری از سربازانش را غرق می‌کند. آلاریک در کوسنزا و احتمالاً بر اثر تب می‌میرد و پس از او آتولف به پادشاهی ویزیگوت‌ها می‌رسد.

## درگذشتگان
- آلاریک یکم، پادشاه ویزیگوت‌ها

‎